# Patah
Patah (indonez. Gunung Patah) – wulkan na Sumatrze w Indonezji w górach Barisan w pobliżu miasta Pagar Alam. Wysokość 2836 m n.p.m.
Porośnięty gęstym lasem, bardzo słabo zbadany; posiada kilka kraterów, w jednym z nich duże jezioro. Nie zanotowano żadnych erupcji, jednak 1 maja 1989 r. odkryto (z samolotu) w odległości 3 km nowo utworzony krater o średnicy ok. 150 m, co może być dowodem aktywności wulkanu. Na razie nic nie wskazuje na to, by wulkan wzmógł aktywność, ale geolodzy zaczęli baczniej go obserwować i badać.